# Angres
Angres ist eine französische Gemeinde mit 4719 Einwohnern (Stand: 1. Januar 2022) im Département Pas-de-Calais in der Region Hauts-de-France. Sie gehört zum Arrondissement Lens, zum Gemeindeverband Lens-Liévin und zum Kanton Bully-les-Mines.

## Geographie
Die Gemeinde Angres ist eine banlieue im Südwesten des Ballungsraumes um Lens. Sie liegt am Fluss Souchez. Umgeben wird Angres von den Nachbargemeinden Liévin im Norden und Osten, Givenchy-en-Gohelle im Süden, Souchez im Süden und Südwesten sowie Aix-Noulette im Westen und Nordwesten. Die Autoroute A26 führt am Westrand der Gemeinde entlang. Das Gemeindegebiet von Angres ist mit den Bergarbeitersiedlungen Cité Caumont und Cité de la Souchez Teil des Nordfranzösischen Kohlereviers.

## Bevölkerungsentwicklung
| Jahr                       | 1962 | 1968 | 1975 | 1982 | 1990 | 1999 | 2006 | 2013 | 2022 |
| -------------------------- | ---- | ---- | ---- | ---- | ---- | ---- | ---- | ---- | ---- |
| Einwohner                  | 4775 | 4384 | 5638 | 4239 | 4394 | 4469 | 4106 | 4100 | 4719 |
| Quellen: Cassini und INSEE |      |      |      |      |      |      |      |      |      |

## Sehenswürdigkeiten
- Kirche Saint-Cyr-et-Saint-Julitte, 1914 an der Stelle der früheren Kirche aus dem 12. Jahrhundert errichtet

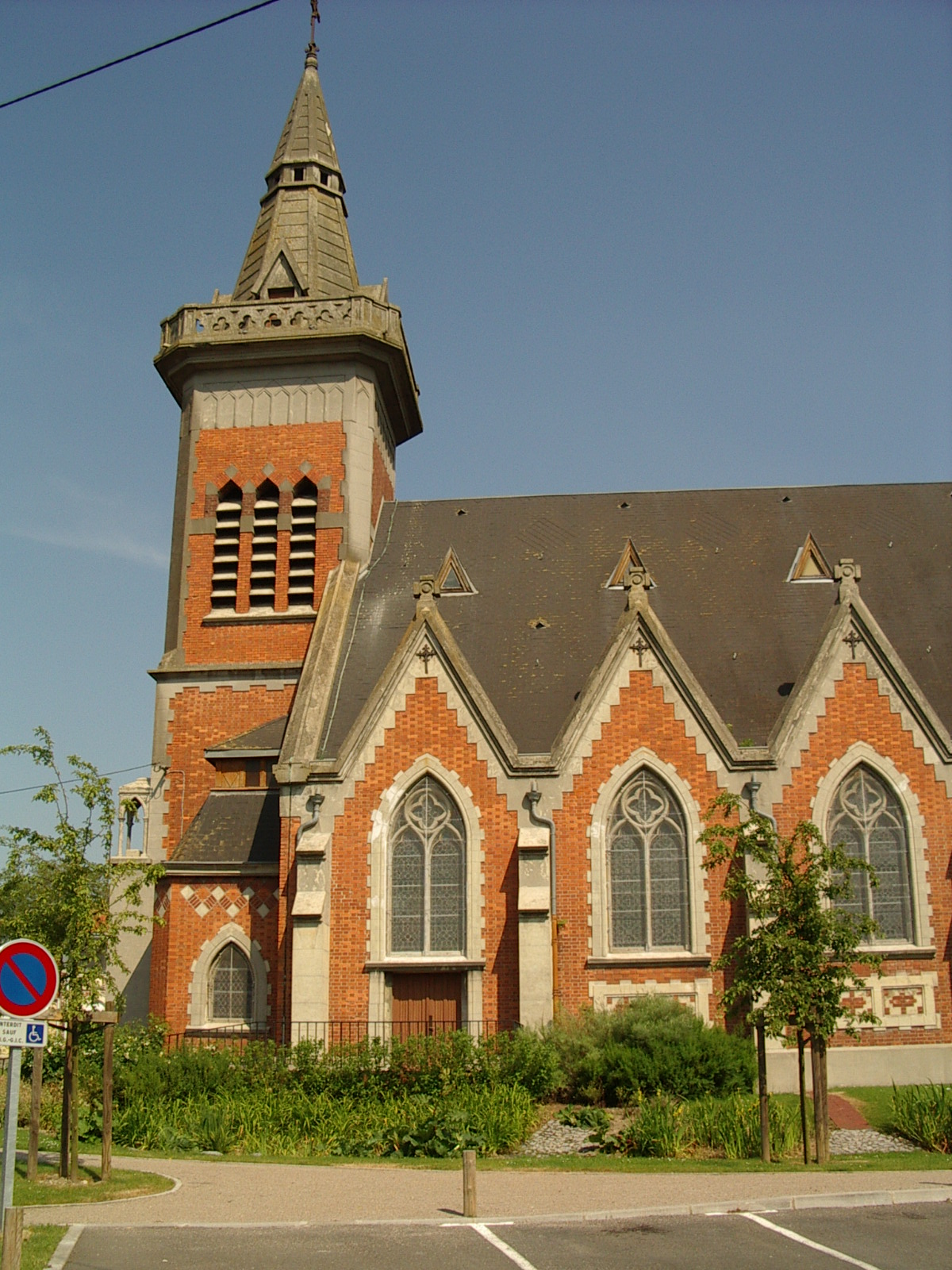
Kirche Saint-Cyr-et-Julitte
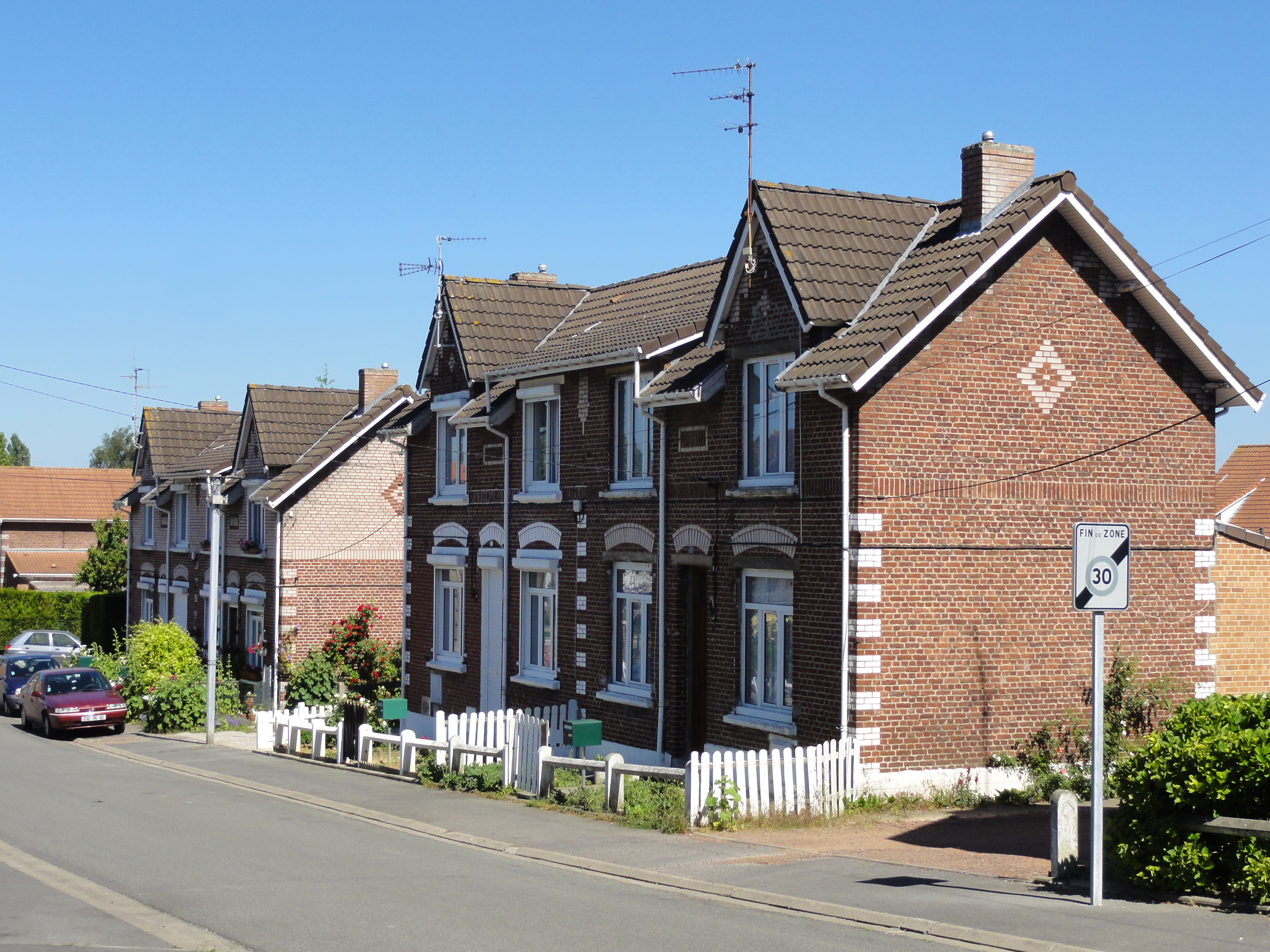
Häuser der Bergarbeitersiedlung
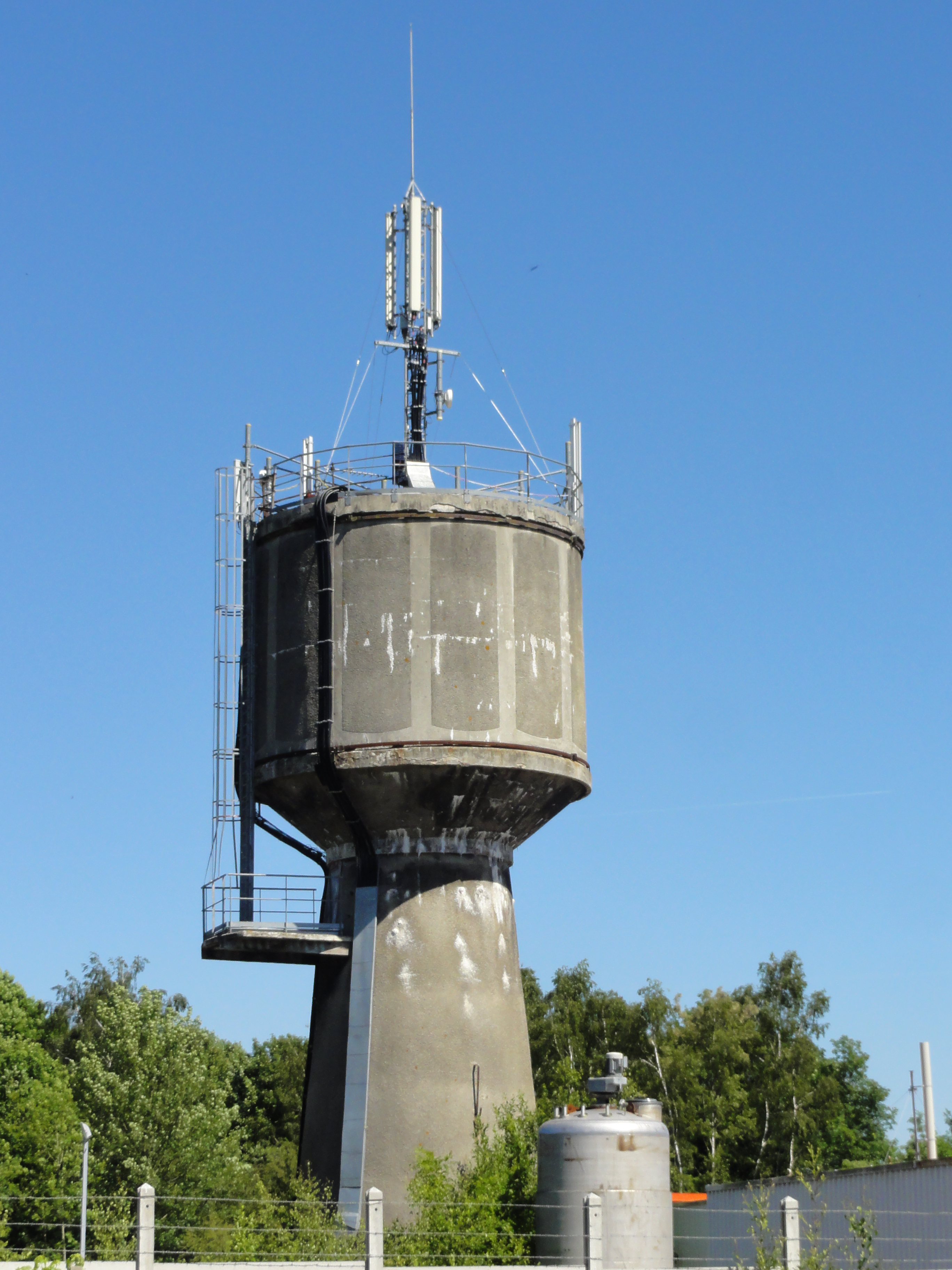
Wasserturm
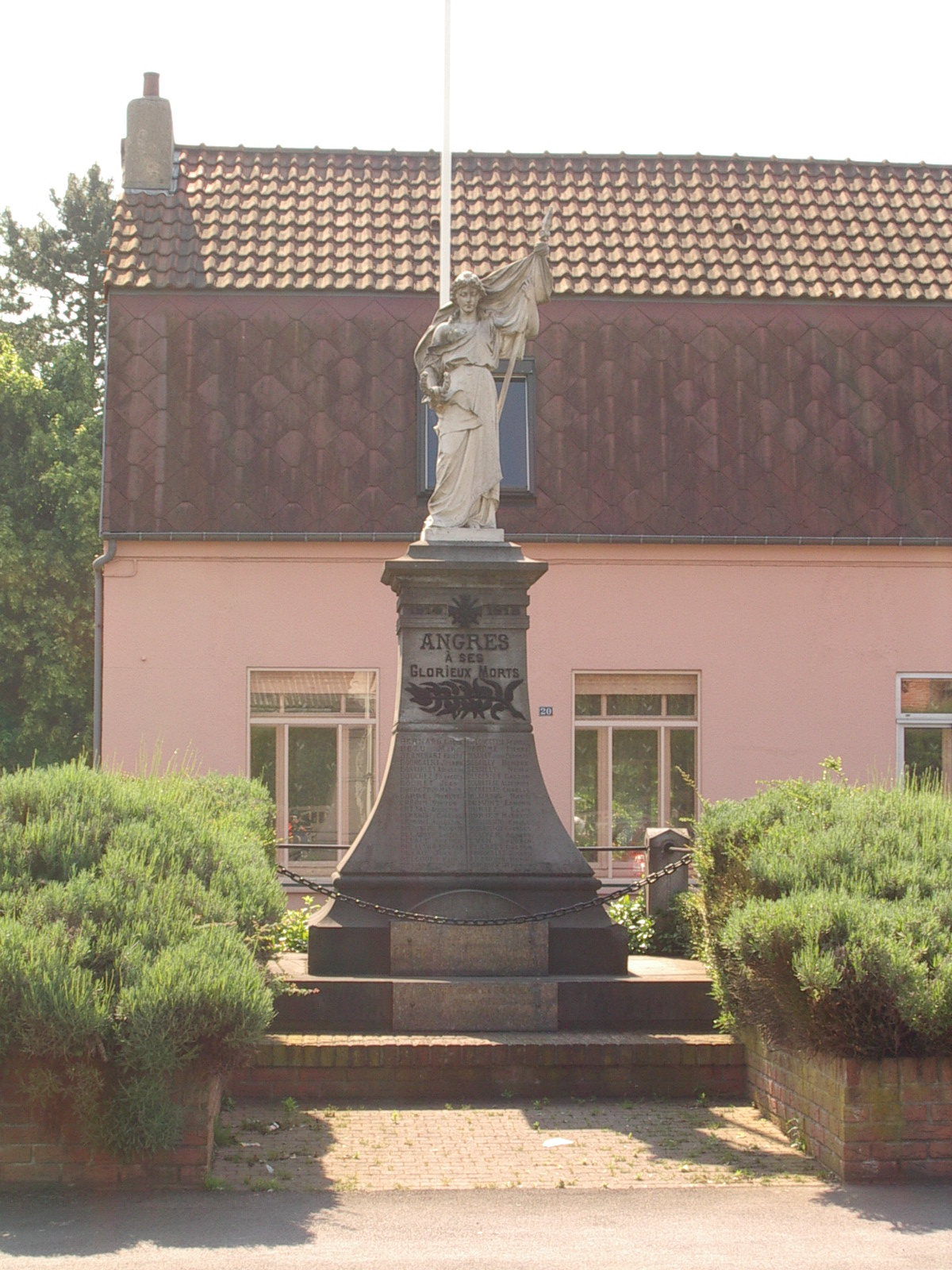
Gefallenendenkmal

## Gemeindepartnerschaft
Mit der britischen Gemeinde Danderhall in Midlothian (Schottland) besteht eine Partnerschaft.

## Persönlichkeiten
- Norbert Brige (* 1964), Weitspringer